# Insula misterioasă (film din 1929)
Insula misterioasă este un film SF american din 1929 regizat de Benjamin Christensen, Lucien Hubbard și Maurice Tourneur. În rolurile principale joacă actorii Lionel Barrymore, Jane Daly, Lloyd Hughes. Filmul se bazează pe romanul omonim de Jules Verne care a apărut în 1874. A fost realizat integral în Tehnicolor, fiind un film de lung metraj cu secvențe în care actorii vorbesc, având efecte de sunet și muzică sincronizate.
Filmările regizate de Maurice Tourneur și Benjamin Christensen în 1927 au fost încorporate în versiunea finală din 1929

## Prezentare
Pe o insula vulcanică în apropiere de regatul Hetvia conduce Contele Dakkar, un lider binevoitor și om de știință care a eliminat diferența de clasă printre locuitorii insulei. Dakkar, fiica sa Sonia și logodnicul ei, inginerul Nicolai Roget au proiectat un submarin cu care Roget face prima călătorie chiar înainte ca insula să fie invadată de baronul Falon, conducătorul despotic din Hetvia. Falon îl urmărește pe Roget într-un al doilea submarin și cele două nave, scufundate în adâncurile oceanului, descoperă un tărâm ciudat populat de dragoni, calamari gigantici și o stranie rasă umanoidă necunoscută.

## Actori
- Lionel Barrymore este Contele Dakkar
- Jacqueline Gadsden este Sonia Dakkar (menționată ca Jane Daly)
- Lloyd Hughes este Nikolai Roget
- Montagu Love este Falon
- Harry Gribbon este Mikhail
- Snitz Edwards este Anton
- Gibson Gowland este Dmitry
- Pauline Starke
- Karl Dane
- Robert McKim (nemenționat; apare în scenele filmate în 1927, anul în care a murit)